# 小田急9000形電車
小田急9000形電車（おだきゅう9000がたでんしゃ）は、小田急電鉄が1972年（昭和47年）から1977年（昭和52年）にかけて導入した通勤車両である。
小田急では、編成表記の際には「新宿寄り先頭車両の車両番号（新宿方の車号）×両数」という表記を使用しているため、本項もそれに倣い、特定の編成を表記する際には「9010×4」「9402×6」のように表記する。
また、特定の車両については車両番号から「デハ9400番台」などのように表記し、「急行列車」と記した場合は準急や急行を、「直通列車」と記した場合は小田急小田原線と営団地下鉄（現・東京地下鉄）千代田線を直通する列車をさすものとする。

## 概要
当時の帝都高速度交通営団（営団地下鉄）千代田線相互直通運転のために導入された車両で、当初は4両固定編成で製造され、追って6両固定編成も登場、最終的には4両固定編成と6両固定編成がそれぞれ9編成の合計90両が運用された。
小田急の通勤車両では初めて他事業者路線への乗り入れを前提とした車両になることから、それまでの小田急の通勤車両の標準仕様とは異なる新技術が採用された。そのスタイルや車両仕様が評価され、1973年（昭和48年）には鉄道友の会よりローレル賞を授与された。1978年（昭和53年）から1990年（平成2年）まで千代田線直通列車を中心に運用され、その後も箱根登山電車への直通運転を含む地上線で広範囲に運用されたが、後継車両の導入に伴い2005年から2006年にかけて全車両が廃車となった。

### 登場の経緯
朝ラッシュ時における小田急の通勤輸送は、1969年（昭和44年）より大型通勤車両による8両編成での運行のために5000形（初代）の4両固定編成が製造されていたが、この時すでに千代田線との直通運転は決定していたものの、5000形の登場時点では、まだ乗り入れ車両に関する具体的な設計協議には入っていなかった。
しかし、その後2事業者間での協議が進むにつれ、早ければ1974年（昭和49年）には直通運転が開始される見通しとなった。当時の小田急では、年間の車両製造数を20両から30両前後としていたことから、あらかじめ直通運転に必要な両数を製造して直通運転開始時に備える必要があった。その一方で、直通列車以外の輸送力の増強も継続するため、5000形の増備を一時中断した上で、直通列車と自社線内の列車のどちらにも使用できる車両として製造されることになったのが本形式である。
5000形の次の新形式車両なので、本来であれば「6000形」となるべきところであったが、すでに営団地下鉄では千代田線用の車両として6000系の試作車両が登場しており、同一番号となる可能性があったため、千代田線の計画路線名称である「9号線」に合わせて9000形と仮称したものが、そのまま正式な形式名として採用された。

## 車両概説
本節では、登場当時の仕様を基本として記述し、更新による変更については沿革で後述する。
全長20mの車両による4両固定編成と6両固定編成が製造された。形式は先頭車が制御電動車のデハ9000形で、中間車は電動車のデハ9000形と付随車のサハ9050形である。サハ9050形は6両固定編成にのみ連結される。車両番号については、巻末の編成表を参照のこと。

### 車体
先頭車・中間車とも車体長19,500mm・全長20,000mmのの全金属製車体であるが、車体幅は千代田線の車両限界に適合させるため、5000形の2,900mmに対して30mm狭い2,870mmとされた。当時の運輸省が定めていた鉄道車両の防火基準である「A-A基準」にも対応している。

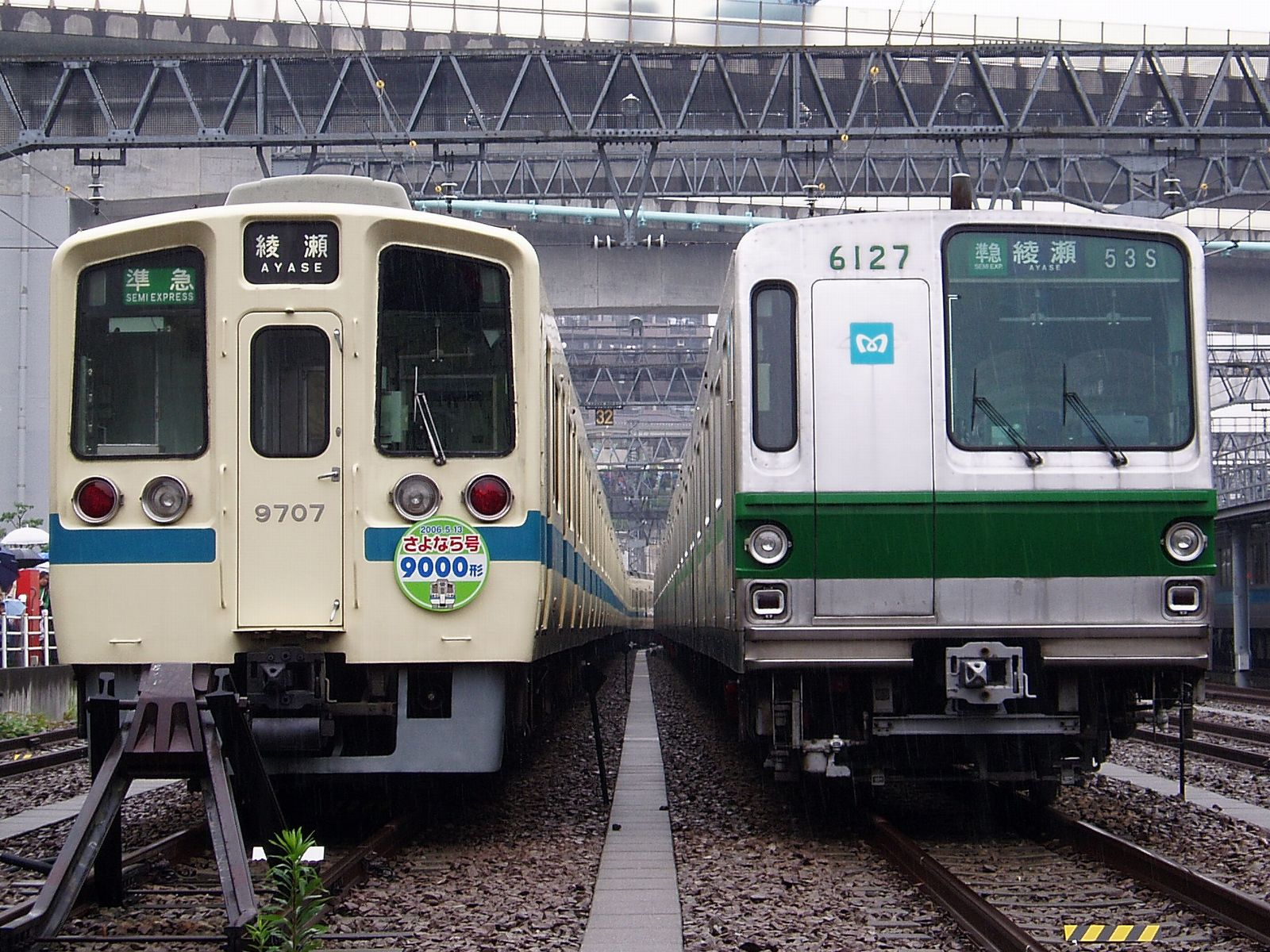
営団6000系（右）にひけをとらない正面デザインを目指した9000形（左）

9000形は千代田線内では営団5000系・6000系や国鉄103系1000番台とともに運行されることになり、特に営団6000系はその左右非対称の正面デザインが斬新なものとして評価されていたことから、6000系にひけをとらないようなデザインにすることが望まれた。このため、各製造メーカーにデザインの提案を依頼し、その結果として東急車輛製造の伊原一夫によるデザインが採用されたが、これは運転席・助士席の窓を傾斜させた上で屋根近くまで大きく拡大、前照灯と尾灯は逆に運転席・助士席の窓下に配置し、方向幕は貫通扉の上部に配置という、当時の小田急通勤車両からは大きく異なる様式となった。前面下部には、小田急の通勤車両で初採用となる台枠下部覆い（スカート）が設置された。
側面客用扉は各車両とも4箇所で、1,300mm幅の両開き扉である。側面窓の配置は、900mm幅・高さ900mmの1段下降窓が採用された。これは、小田急の車両では「HB車」と通称される戦前製の車両以来、久々の採用となった。これまでの車両と同様、客用扉間に2つ1組で、客用扉と連結面の間には1段下降窓が1つ設けられ、客用扉と窓の間には幅280mmの戸袋窓を配置しているが、乗務員扉と客用扉の間については後述するように乗務員室に搭載する機器が多くなり、乗務員室が長手方向に400mm拡張されたため、この箇所の戸袋窓はなくなった。
車両間の貫通路は1,080mm幅の広幅で、妻面の窓は固定窓とされた。6両編成ではサハ9550番台の車両の小田原寄り車端部に仕切り扉が設置された。
車体側面中央の客用窓上部には、種別表示器が設置された。初期に製造された4両固定編成6本は、5000形と同様の切り替え式であったが、1973年の増備車両からは、側面の種別表示器が巻取り字幕式に変更された。塗装デザインについては、5000形と同様、ケイプアイボリーをベース色として、300mm幅でロイヤルブルーの帯を窓下に入れるという塗装が採用された。

### 内装
座席はすべてロングシートで、客用扉間に7人がけ、客用扉と連結面の間には4人がけの座席が配置される。5000形では座席の奥行きを520mmとしていたが、9000形ではさらに30mm深くした550mmとして座り心地の改善を図った。
車内の照明装置は交流蛍光灯18本（中間車は20本）と直流蛍光灯4本で、直流蛍光灯は予備灯兼用である。

### 主要機器
9000形には、千代田線内における平坦区間での起動加速度は3.3km/h/sを標準として、緊急時には上り35‰勾配線において無動力の10両編成を駅まで推進可能という性能が要求された。また、営団では地下線内での温度上昇を避けるため、大量の熱をトンネル内に放散するのは好ましくないという見解を示していた。そのため、制御方式は界磁チョッパ制御、制動方式についても回生制動を採用するなど、極力発熱量の少ないものにしなければならなかった。
その一方で、自社線内の列車で使用するための条件も考慮する必要があった。5000形と同様に急行列車にも使用できるように最高速度は120km/hと設定された。このような高速域からの制動においては、回生制動では発生電圧が高くなりすぎる上、回生制動が失効するとその後は空気制動だけとなってしまうことにより制動距離が長くなってしまうため、自社線内では発電制動が必須と判断された。
9000形の設計にあたっては、これらの要求を満たすために注意が払われた。
乗務員室は、小田急のOM-ATS装置だけではなく千代田線で使用されている車内信号式自動列車制御装置 (CS-ATC) を搭載する必要があったため、前後方向に400mm拡張された。ただし、登場当初は乗り入れ時期が具体化していなかったため、準備工事のみである。運転台も営団6000系などの乗り入れ車両と極力統一するため、主幹制御器（マスター・コントローラー）もそれまでの小田急の標準であったデッドマン装置付とは異なるものになったほか、ATCの車内信号表示に対応した速度計となった。
主電動機の選定にあたって、当時の技術で要求仕様に対応させるには、電動車比率（MT比）を10両編成で8M2Tとする必要があった。10両編成での総出力から逆算すると、1台あたり110kWの出力で済むことになったことから、三菱電機製の複巻整流子電動機であるMB-3182-AC型が採用された。制御装置については、営団6000系では電機子チョッパ制御を採用していたが、コスト面で界磁チョッパ制御の方が有利であることや、発電制動を備える必要があることなどを主な理由として、界磁チョッパ制御方式を採用した。なお、チョッパ制御自体は小田急では初の採用事例である。駆動方式はWNドライブで、歯数比は97:18=5.39に設定した。
制動装置（ブレーキ）は応荷重機構付電空併用のHSC-DR形電磁直通ブレーキが採用された。これは制動初速によって回生制動と発電制動を自動的に選択する仕組みになっており、初速が75km/h以下の場合は発熱抑制のため回生制動が、75km/h以上の場合は高速域から安定した制動力が得られる発電制動が作用する。また、回生制動失効時には自動的に発電制動に切り替わる。強制通風式の抵抗器が採用されたのは5000形と同様であるが、地下鉄線内使用を考慮して、より低騒音なものにされている。

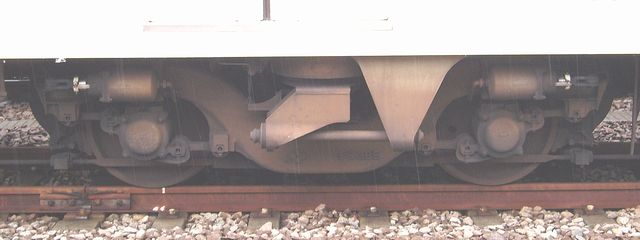
9000形の電動台車（FS-385）

台車は、主電動機の出力を110kWとしたことから、車輪径は標準的な860mmでも問題ないと判断されたので、電動車と付随車のいずれも車輪径は860mmに揃えられた。電動車が住友金属工業製FS385、付随車は住友金属工業製FS085である。高速域からの制動効果を確保するために、基礎制動装置をクラスプ式（両抱え式）としたアルストムリンク式空気ばね台車であることは5000形と同様である。なお、当初は波打車輪を使用していた。
集電装置（パンタグラフ）は、剛体架線での追従性能が高いPT-4211S形集電装置を採用し、6両固定編成での全ての電動車と、4両固定編成のうちデハ9100番台・デハ9300番台の車両に搭載された。
冷房装置については、8,500kcal/hの能力を有するCU-12B型集約分散式冷房装置を1両あたり5台搭載した。この冷房装置は、5000形の新製冷房車で採用されていたCU-12A型の改良版である。補助送風装置は扇風機からラインフローファンに変更され、室内の天井は平天井構造となった。補助電源装置は、140kVAのCLG-350A型電動発電機 (MG) をデハ9000番台・デハ9200番台・デハ9400番台・デハ9600番台の車両に搭載した。

## 沿革

### 登場当初
| 地上線の急行に使用される9000形 |  | 箱根登山電車に乗り入れた9000形 |
| 地上線の急行に使用される9000形 |  | 箱根登山電車に乗り入れた9000形 |

構想当初は10両編成を10本新造する計画で、まず1972年1月から2月にかけて4両固定編成が1次車として6編成入線し、3月から営業運転を開始した。同年中に2次車として4編成が入線し、翌1973年からは急行10両編成化に向けて6両固定編成が増備され、1974年までに6両固定編成は合計8編成が入線した。ここで、実際の直通運転のダイヤの詳細が確定するまではいったん増備を中断することになった。その後、最終的な直通運転のダイヤが決定し、小田急側の乗り入れ運用数は5運用となったため、増備はここで中止となり、1977年に付随車を2両のみ新造した上で、9010×4の4両固定編成に挿入して9409×9の6両固定編成とした。
この間、1974年の多摩線の開業時には9401×6の編成が開業祝賀電車に起用されている。
相互直通運転開始が近くなった1976年から1977年には、準備工事にとどまっていたATC・誘導無線装置などの乗り入れ用機器が設置された。これと同時期に、1次車の側面種別表示器を切り替え式から巻取り字幕式に変更した。

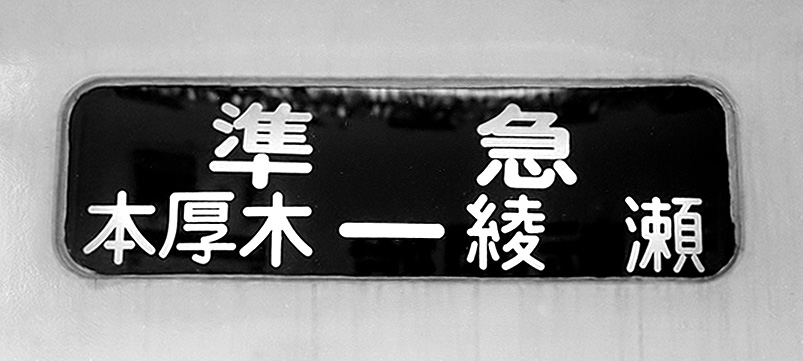
直通運転で使用された種別幕

1978年3月31日からは千代田線との相互直通運転が開始され、予定通り9000形が直通運転に使用されることになった。開始後には地下鉄線内で非常用通路となる際の保安度向上を図るため、10両編成で中間の運転台となるデハ9300番台・デハ9400番台の乗務員室に内部仕切りを設置した上で、正面の手すり形状も大型化した。直通列車以外にも自社線内の列車に使用され、1982年7月以降は休日に限り箱根登山電車にも乗り入れるようになった。
1985年7月には、日本国有鉄道（当時）よりマヤ34形軌道検測車を借り入れ、9000形の4両固定編成2本ではさんだ形態の9両編成で、小田急線内の軌道検測を行なった。
当初は常磐緩行線に乗り入れる構想もあり、デハ9000・デハ9700には常磐線用の列車無線などを取り付けられるよう準備工事がなされていたが、これらは、後の車体更新で撤去された。

### 地上線専用に転用
| 8両編成で各駅停車に使用される9000形 |  | 運転台機器の撤去が行なわれた先頭車デハ9301（左） |
| 8両編成で各駅停車に使用される9000形 |  | 運転台機器の撤去が行なわれた先頭車デハ9301（左） |

その後しばらくは運用に大きな変化はなかったが、1988年に1000形が登場し、1989年3月27日のダイヤ改正からは、9000形に代わって1000形が直通列車に運用されるようになった。当初は5運用のうち2運用は9000形で残されたが、1990年3月27日ダイヤ改正で全ての運用が1000形に置き換えられた。その後、1991年以降に直通列車のための機器を撤去し、9000形は地上線専用車として運用されることになった。電気機関車の全廃後は、全電動車で編成単位出力が高い9000形4両固定編成が牽引車として使用されることもあった。
これに先立つ1988年から車体修理が開始された。車体修理の内容は車体補修や化粧板や床材の交換が主であるが、側面の表示装置も種別・行先を併記した仕様に変更された。車内の配色は4両固定編成が寒色系で6両固定編成が暖色系とされた。1995年度までに全車両の車体修理を完了した。また、1978年頃に設置された乗務員室の仕切り板は1993年に全車撤去された。
地上線専用に転用した後、特に4両固定編成については2編成を連結した上で8両編成で、全車電動車による高い加減速性能を生かして新宿発着の各駅停車に使用されることが多くなった。このため、2000年度にはデハ9002・9004・9006・9301・9303・9305の6両について運転台機器の撤去が行なわれた。運転室はそのまま残した状態で、本格的な客室化改造などはされていない。これによって、9000形の8両編成が3編成組成されることになったが、完全に固定編成となったわけではなく、検査時には連結する編成の組み合わせが変更される「8両半固定編成」ともいうべきものであった。
2001年以降に、集電装置がシングルアーム式に変更されたほか、運転室の主幹制御器についても、2600形廃車発生品の小田急標準タイプに交換されている（ただし9009×4を除く）。なお、最後まで転落防止幌は設置されなかった。

### 廃車
| さよならヘッドマークを装着した9000形 |  | 「さよなら9000形フェスタ」には多くの鉄道ファンが訪れた |
| さよならヘッドマークを装着した9000形 |  | 「さよなら9000形フェスタ」には多くの鉄道ファンが訪れた |

車体のモデルチェンジを行い、鉄道ファンからは評価の高かった車両であったが、制動効果が複雑であったことから運転士からの評価は高くなかった。また、車両保守部門からも重装備過ぎる車両として敬遠されがちであった。
このような背景から、3000形の増備に伴い、2005年から5000形よりも先に置き換えが開始された。同年中に74両が廃車となり、この時点で4両固定編成はわずか1編成しか残っておらず、6両固定編成も2編成だけであった。2006年3月17日限りで定期運用を終了した。3月15日〜17日の3日間は残っていた9404F,9407Fのうち9407Fの前面右下に「9000形さよなら号」のヘッドマークをつけて定期運用に就いた。その後、同年5月13日に9001F+9407Fを使用した団体列車「9000形さよなら号」が秦野→唐木田間で運転された。運行終了後、喜多見検車区唐木田出張所（唐木田車庫）において「さよなら9000形フェスタ」が行なわれた後、同年7月には全車廃車となった。

## 保存車両
全廃後、トップナンバーである先頭車デハ9001の1両が保存されることになり、通常は喜多見検車区で保管されていた。
2019年3月3日に1253F×6に牽引される形で、2600形のクハ2670・2200形のデハ2201・デハ2202とともに海老名検車区に輸送されており、現在は3000形SE車を保管していた専用車庫に収容され、静態保存されている。

## 編成表
凡例Mc …制御電動車、M …電動車、T…付随車、CON…制御装置、MG…補助電源装置（電動発電機）、CP…電動空気圧縮機、PT…集電装置

### 6両固定編成
|                       | ← 小田原新宿・綾瀬 → |             |             |             |             |             |
| 号車                  | 1                    | 2           | 3           | 4           | 5           | 6           |
| 形式                  | デハ9000             | デハ9000    | サハ9050    | サハ9050    | デハ9000    | デハ9000    |
| 区分                  | Mc2                  | M1          | T2          | T1          | M2          | Mc1         |
| 車両番号 ()内は旧番号 | 9701                 | 9601        | 9651        | 9551        | 9501        | 9401        |
| 車両番号 ()内は旧番号 | 9702                 | 9602        | 9652        | 9552        | 9502        | 9402        |
| 車両番号 ()内は旧番号 | 9703                 | 9603        | 9653        | 9553        | 9503        | 9403        |
| 車両番号 ()内は旧番号 | 9704                 | 9604        | 9654        | 9554        | 9504        | 9404        |
| 車両番号 ()内は旧番号 | 9705                 | 9605        | 9655        | 9555        | 9505        | 9405        |
| 車両番号 ()内は旧番号 | 9706                 | 9606        | 9656        | 9556        | 9506        | 9406        |
| 車両番号 ()内は旧番号 | 9707                 | 9607        | 9657        | 9557        | 9507        | 9407        |
| 車両番号 ()内は旧番号 | 9708                 | 9608        | 9658        | 9558        | 9508        | 9408        |
| 車両番号 ()内は旧番号 | 9709 (9310)          | 9609 (9210) | 9659 (新造) | 9559 (新造) | 9509 (9110) | 9409 (9010) |
| 搭載機器              | CON,PT               | MG,CP,PT    |             |             | CON,PT      | MG,CP,PT    |
| 自重                  | 40.00t               | 38.80t      | 27.60t      | 27.60t      | 39.00t      | 38.80t      |
| 定員                  | 136                  | 144         | 144         | 144         | 144         | 136         |

### 4両固定編成
|          | ← 小田原新宿・綾瀬 → |          |          |          |
| 号車     | 7                    | 8        | 9        | 10       |
| 形式     | デハ9000             | デハ9000 | デハ9000 | デハ9000 |
| 区分     | Mc2                  | M1       | M2       | Mc1      |
| 車両番号 | 9301                 | 9201     | 9101     | 9001     |
| 車両番号 | 9302                 | 9202     | 9102     | 9002     |
| 車両番号 | 9303                 | 9203     | 9103     | 9003     |
| 車両番号 | 9304                 | 9204     | 9104     | 9004     |
| 車両番号 | 9305                 | 9205     | 9105     | 9005     |
| 車両番号 | 9306                 | 9206     | 9106     | 9006     |
| 車両番号 | 9307                 | 9207     | 9107     | 9007     |
| 車両番号 | 9308                 | 9208     | 9108     | 9008     |
| 車両番号 | 9309                 | 9209     | 9109     | 9009     |
| 車両番号 | 9310                 | 9210     | 9110     | 9010     |
| 搭載機器 | CON,PT               | MG,CP    | CON,PT   | MG,CP    |
| 自重     | 39.70t               | 38.70t   | 39.00t   | 39.20t   |
| 定員     | 136                  | 144      | 144      | 136      |